# Andor Gábor
Andor Gábor (născut Andor Greiner; n. 20 ianuarie 1884, Rinyaújnép, Districtul Barcs, județul Somogy, Ungaria – d. 21 ianuarie 1953, Budapesta, Republica Populară Ungară) a fost un scriitor și redactor  de limbă maghiară și germană. A participat la revoluția bolșevică maghiară din 1919. Opera sa a fost populară în cercurile maghiare comuniste din România Mare (ziarul Munkás îi publica operele).
Scrierile sale, pamflete și satire în maniera lui Bertolt Brecht, a criticat regimul horthyst.
Partizan al socialismului (în 1919 se înscrie în partidul comunist) se declară dușman al nazismului.
Din acest motiv, după căderea lui Béla Kun și venirea la putere a lui Miklós Horthy, în perioada 1920 - 1945, emigrează pe rând în Austria (1920), apoi la Berlin (1926), Franța și URSS, unde locuiește din 1933 până în 1945.
După încheierea celui de-al Doilea Război Mondial s-a reîntors în Ungaria, ocupându-se de publicistica satirică.

## Opera
- 1920: Patria mea ("Az én hazám")
- 1923: Pentru că e rușine să trăiești și să nu strigi ("Mert szégyen élni s nem kiáltani").

Gábor a fost redactor la revistele Linkskurve și Új Hang.
În 1953 primește premiul Kossuth.
În cinstea sa s-a instituit Premiul Andor-Gábor.